# Hlevni Vrh
Hlevni Vrh – wieś w Słowenii, w gminie Logatec. W 2018 roku liczyła 94 mieszkańców.